# Zlot ZHP „Kielce 2007”

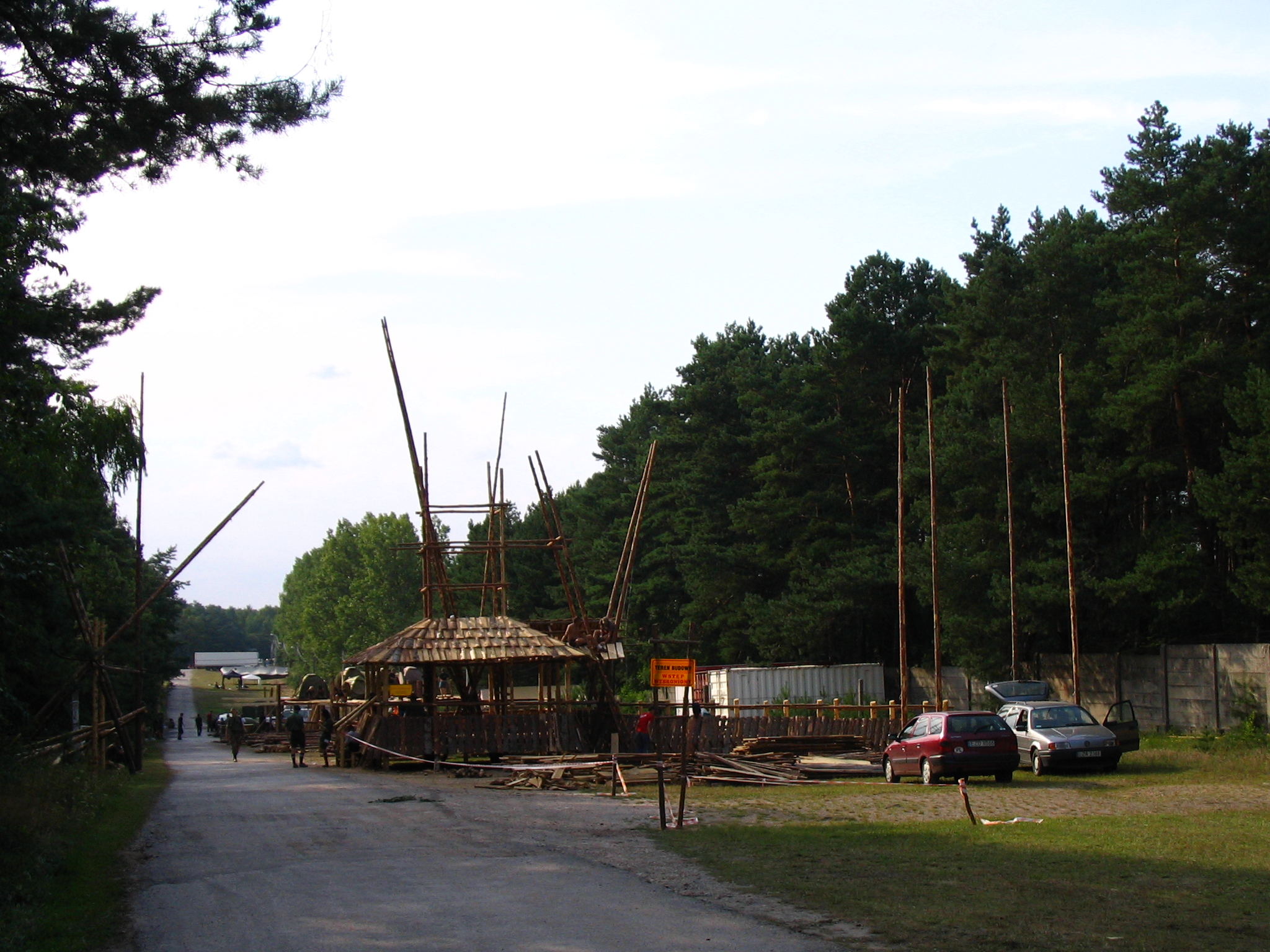
Początek zlotu – budowa obozu harcerskiego

Zlot ZHP „Kielce 2007” – zlot harcerski, zorganizowany przez Związek Harcerstwa Polskiego w dniach 10–19 sierpnia 2007 w Kielcach, dla uczczenia 100. rocznicy powstania skautingu.
Zlot odbył się pod hasłem Jeden świat – jedno przyrzeczenie. Uczestniczyło w nim ponad 7 tysięcy osób.
W inauguracji zlotu uczestniczył były prezydent Rzeczypospolitej Polskiej na Uchodźstwie i jednocześnie były Przewodniczący Związku Harcerstwa Polskiego poza granicami Kraju Ryszard Kaczorowski.
Komendantem zlotu był hm. Cezary Huć.
W zlocie oprócz harcerzy uczestniczyły również delegacje skautów z 20 krajów.

## Gniazda zlotowe
Zlot składał się z 17 gniazd zlotowych:
- Gniazdo Białostockie
- Gniazdo Dolnośląskie
- Gniazdo Gdańskie
- Gniazdo Kieleckie
- Gniazdo Krakowskie
- Gniazdo Kujawsko-Pomorskie
- Gniazdo Lubelskie
- Gniazdo Łódzkie
- Gniazdo Mazowieckie
- Gniazdo Opolskie
- Gniazdo Podkarpackie
- Gniazdo Stołeczne
- Gniazdo Śląskie
- Gniazdo Warmińsko-Mazurskie
- Gniazdo Wielkopolskie
- Gniazdo Zachodniopomorskie
- Gniazdo Ziemi Lubuskiej